# Dzwonek (roślina)

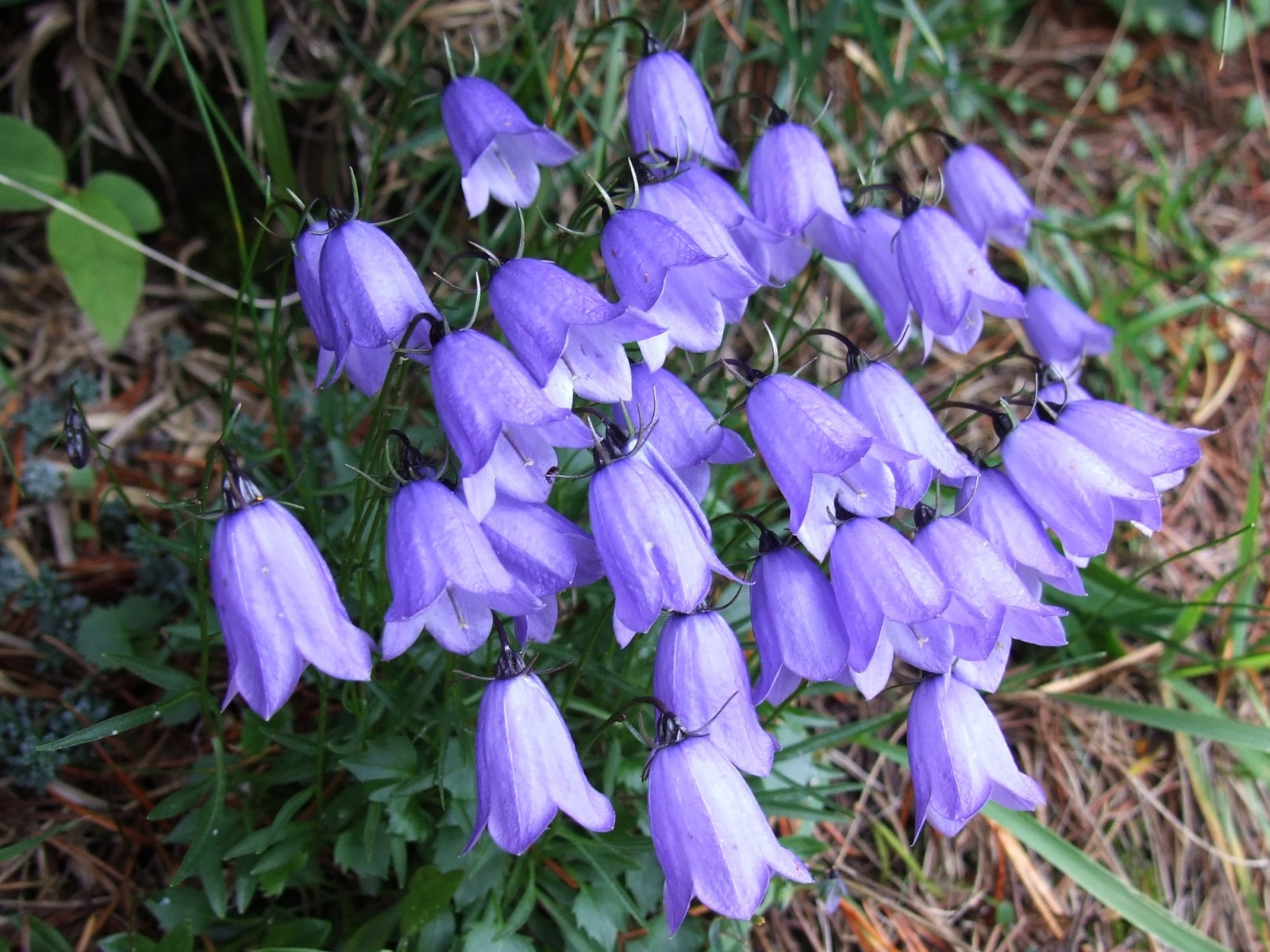
Dzwonek drobny

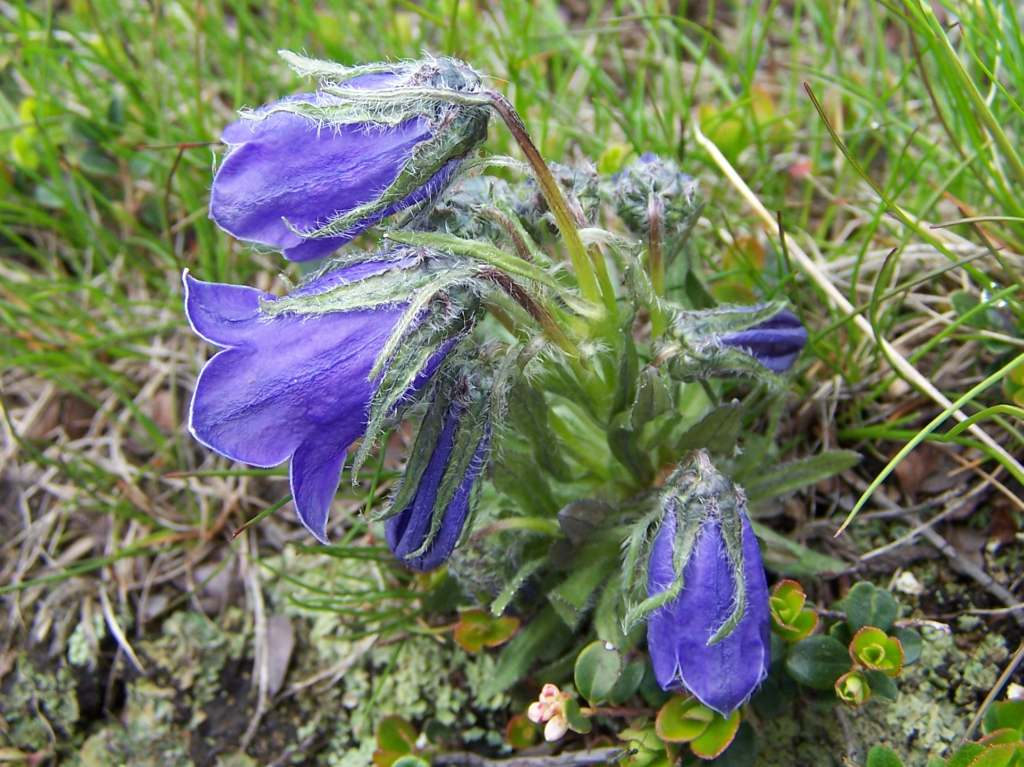
Dzwonek alpejski

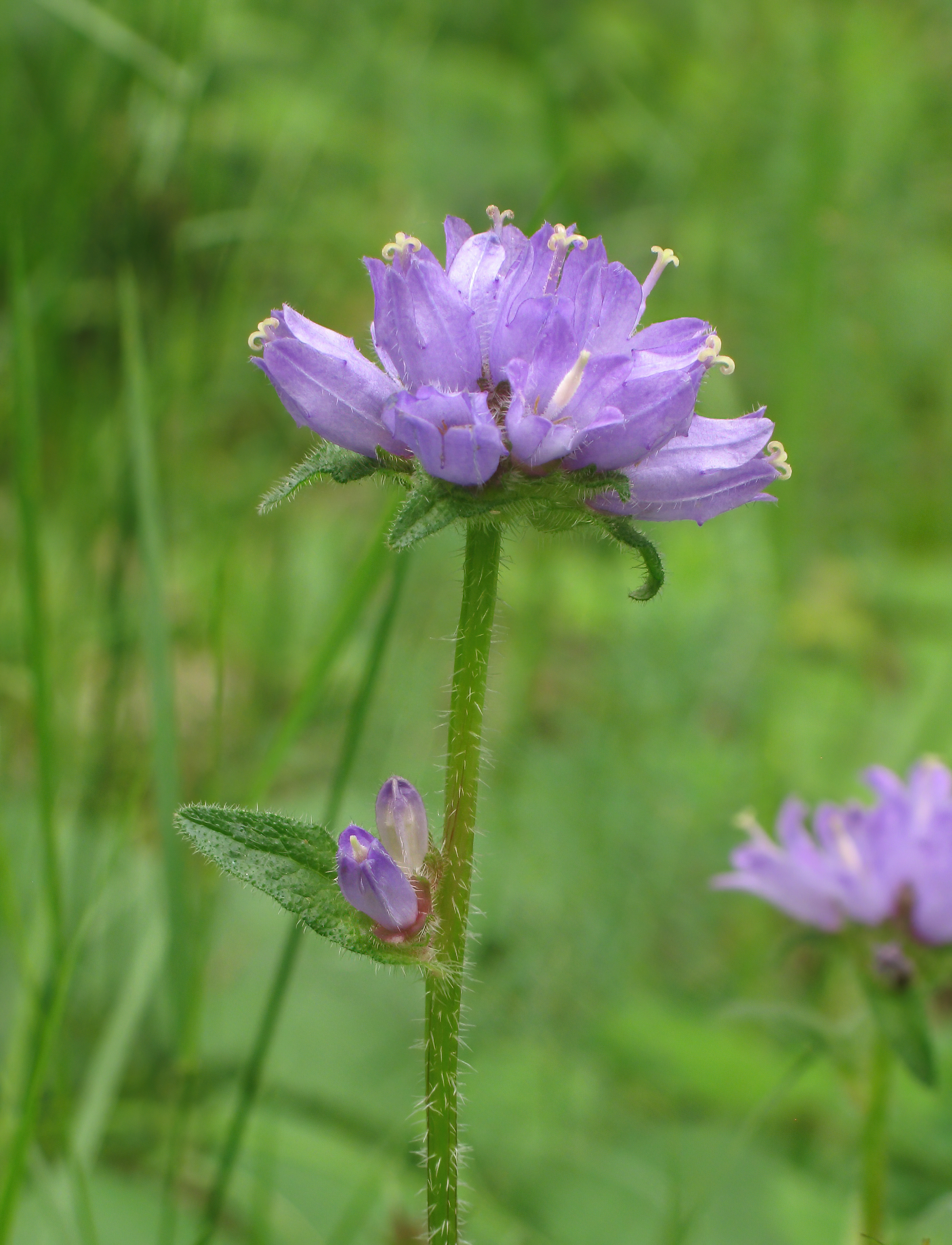
Dzwonek szczeciniasty

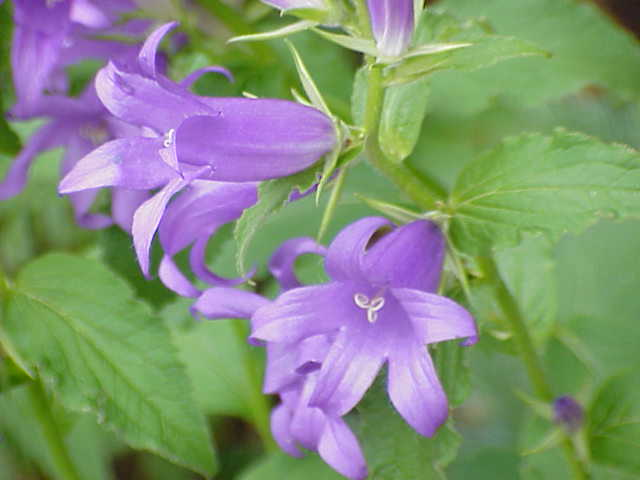
Dzwonek szerokolistny

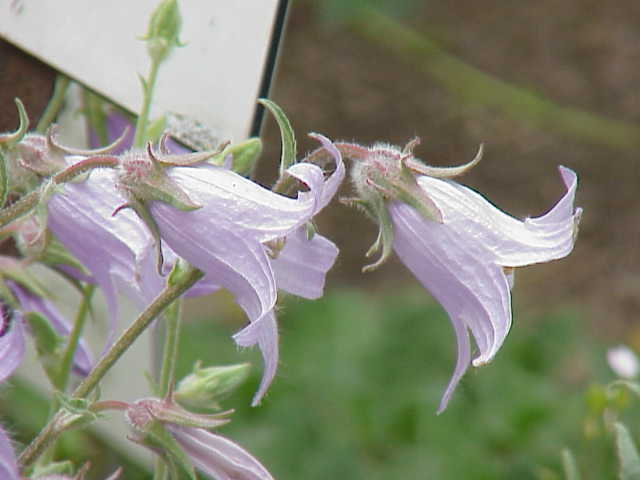
Dzwonek sarmacki

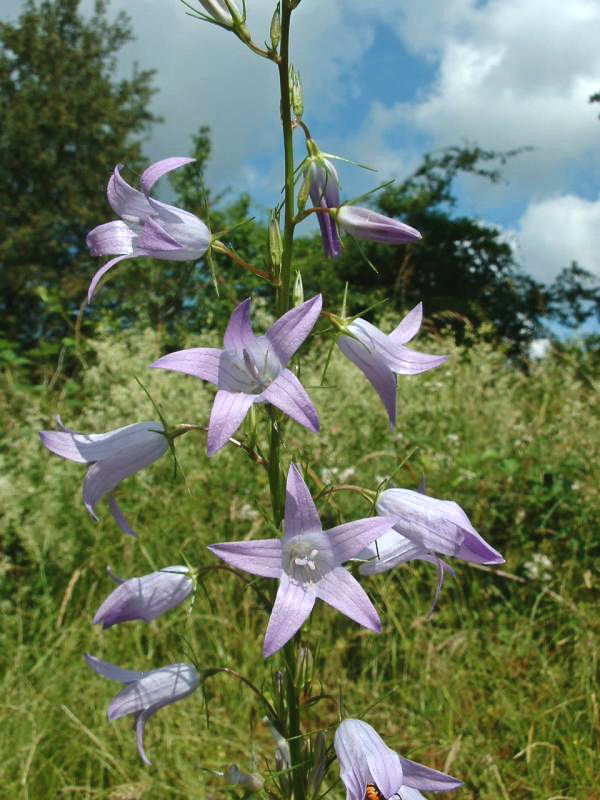
Dzwonek rapunkuł

Dzwonek (Campanula) – rodzaj roślin z rodziny dzwonkowatych (Campanulaceae). Obejmuje około 400 gatunków (według The Plant List zweryfikowanych jest 440 gatunków). Rośliny te występują w strefie klimatu umiarkowanego na półkuli północnej oraz na obszarach górskich w strefie międzyzwrotnikowej. Centrum zróżnicowania gatunkowego stanowi basen Morza Śródziemnego. W Polsce rodzaj reprezentowany jest przez 19 gatunków rodzimych i zadomowionych obcych.
Bardzo liczne gatunki z tego rodzaju uprawiane są jako ozdobne, głównie rabatowe i w ogrodach skalnych. Najbardziej popularnym, ozdobnym gatunkiem, o wielu odmianach uprawnych jest dzwonek brzoskwiniolistny C. persicifolia. Dzwonek ogrodowy C. medium jest gatunkiem charakterystycznym dla tradycyjnych ogrodów. Jako ozdobne sadzone są także: dzwonek karpacki C. carpatica, skupiony C. glomerata i szereg gatunków karłowych stosowanych w ogrodach skalnych. Dzwonek piramidalny C. pyramidalis ma kwiatostany o długości 1,5 m, a w odpowiednich warunkach roślina osiągać może nawet do 5 m wysokości. Dawniej rośliną warzywną był dzwonek rapunkuł C. rapunculus, ale klony uprawne o silnie rozwiniętym, spichrzowym korzeniu po zaniechaniu upraw zniknęły w latach 20. XIX wieku. W Grecji jadane są liście C. versicolor. Dzwonek alpejski C. alpina i C. carnica wchodzą w skład mieszanki ziołowej, z której powstaje likier Chartreuse.

## Rozmieszczenie geograficzne
Rośliny te występują w strefie klimatu umiarkowanego na półkuli północnej oraz na obszarach górskich w strefie międzyzwrotnikowej. Na południe zasięg rodzaju sięga północnego Meksyku, wschodniej Afryki równikowej (Tanzanii, Kenii) oraz południowo-wschodniej Azji (Tajlandia, Wietnam). Centrum zróżnicowania gatunkowego stanowi basen Morza Śródziemnego – w Europie rosną 144 gatunki, a w Turcji – 95. W Polsce rodzaj reprezentowany jest przez 19 gatunków rodzimych i zadomowionych obcych, szereg kolejnych jest uorawianych.
Gatunki flory Polski
- dzwonek alpejski Campanula alpina Jacq.
- dzwonek boloński Campanula bononiensis L.
- dzwonek brodaty Campanula barbata L.
- dzwonek brzoskwiniolistny Campanula persicifolia L.
- dzwonek drobny Campanula cochleariifolia Lam.
- dzwonek jednostronny Campanula rapunculoides L.
- dzwonek karkonoski, dz. Baumgartena Campanula bohemica Hruby in Polivka, Domin & Podp.
- dzwonek okrągłolistny Campanula rotundifolia L.
- dzwonek piłkowany, dz. lancetowaty Campanula serrata (Kit.) Hendrych, syn. C. napuligera Schur
- dzwonek pokrzywolistny Campanula trachelium L.
- dzwonek rapunkuł Campanula rapunculus L. – antropofit lokalnie zadomowiony[11]
- dzwonek rozłogowy Campanula abietina Griseb. & Schenk ≡ Campanula patula subsp. abietina (Griseb. & Schenk) Simonk.[10]
- dzwonek rozpierzchły Campanula patula L.
- dzwonek Scheuchzera Campanula scheuchzeri Vill.
- dzwonek skupiony Campanula glomerata L.
- dzwonek syberyjski Campanula sibirica L.
- dzwonek szczeciniasty Campanula cervicaria L.
- dzwonek szerokolistny Campanula latifolia L.
- dzwonek wąskolistny Campanula polymorpha Witasek, syn. Campanula tatrae Borbás

## Morfologia
PokrójWszystkie należące tu gatunki to rośliny zielne, głównie byliny, ale są też nieliczne gatunki jednoroczne i dwuletnie. Mają zwykle długie kłącze albo skróconą, zgrubiałą szyję korzeniową i mniej lub bardziej mięsiste korzenie. Osiągają zwykle do 2 m wysokości, rzadko więcej.
LiścieWyrastają skrętoległe i są niepodzielone. U części roślin dolne liście tworzą przyziemną rozetę liściową.
KwiatyPojedyncze na szczycie łodygi lub zebrane w luźne lub gęste wierzchotki tworzące podobne do kłosa, grona lub główek kwiatostany złożone. Kielich składa się z 5 zrośniętych i trwałych działek, zwykle wąskich i zaostrzonych. Między działkami brzeg kielicha czasem jest uszkowato rozrośnięty i w dół odgięty. Korona powstaje w wyniku zrośnięcia 5 płatków i ma kształt dzwonkowaty, lejkowaty, kubeczkowaty lub miseczkowaty. W górnej części wolne końce płatków rozcięte są zwykle nie bardziej niż do 2/3 długości korony. Pręcików jest 5. Ich nitki są wolne, rzadko zrośnięte, w dole spłaszczone i orzęsione, czasem nieco rozdęte w celu gromadzenia nektaru. Pylniki są równowąskie i zwykle dłuższe od nitek. Zalążnia jest dolna, zwykle 5-krotna, czasem dwu- lub trzykrotna, obrośnięta i zrośnięta z dnem kwiatowym. Szyjka słupka zwieńczona jest taką liczbą znamion, ile jest owocolistków, na szczycie znamiona są zwinięte.
OwoceTorebki z licznymi, drobnymi nasionami, otwierające się bocznymi porami lub klapami u dołu (przez dno kwiatowe). Trwałe działki kielicha zachowują się wokół zwykle spłaszczonego szczytu torebki.

## Systematyka
Pozycja systematyczna
Rodzaj w obrębie rodziny dzwonkowatych Campanulaceae klasyfikowany jest do podrodziny Campanuloideae.
Wykaz gatunków
Nazwy polskie według

- Campanula acutiloba Vatke
- Campanula afganica Pomel
- Campanula afra Cav.
- Campanula aghrica Kit Tan & Sorger
- Campanula aizoides Zaffran
- Campanula aizoon Boiss. & Spruner
- Campanula ajugifolia Sest. ex Spreng.
- Campanula akguelii Altan
- Campanula akhdarensis A.G.Mill. & Whitc.
- Campanula alaskana (A.Gray) W.Wight ex J.P.Anderson
- Campanula alata Desf.
- Campanula albanica Witasek
- Campanula aldanensis Fed. & Karav.
- Campanula alliariifolia Willd. – dzwonek czosnaczkolistny
- Campanula alpestris All.
- Campanula alphonsii Wall. ex A.DC.
- Campanula alpina Jacq. – dzwonek alpejski
- Campanula alsinoides Hook.f. & Thomson
- Campanula amasia Post
- Campanula americana L.
- Campanula amorgina Rech.f.
- Campanula anchusiflora Sm.
- Campanula andina Rupr.
- Campanula andrewsii A.DC.
- Campanula angustiflora Eastw.
- Campanula antalyensis Ayasligil & Kit Tan
- Campanula antilibanotica (P.H.Davis) Greuter & Burdet
- Campanula aparinoides Pursh
- Campanula argentea Lam.
- Campanula argyrotricha Wall. ex A.DC.
- Campanula ariana Podlech
- Campanula aristata Wall.
- Campanula armena Steven
- Campanula arvatica Lag.
- Campanula asperuloides (Boiss. & Orph.) Harms
- Campanula atlantis Gattef. Maire & Weiller
- Campanula aurita Greene
- Campanula austroxinjiangen sis Y.K.Yang, J.K.Wu & J.Z.Li
- Campanula autraniana Albov
- Campanula axillaris Boiss. & Balansa
- Campanula baborensis Quézel
- Campanula balfourii J.Wagner & Vierh.
- Campanula barbata L. – dzwonek brodaty
- Campanula bayerniana Rupr.
- Campanula bechiana Hayek
- Campanula bellidifolia Adam
- Campanula bertolae Colla
- Campanula betonicifolia Sm.
- Campanula betulifolia K.Koch – dzwonek brzozolistny
- Campanula bipinnatifida P.H.Davis
- Campanula bluemelii Halda
- Campanula bohemica Hruby – dzwonek karkonoski, dz. Baumgartena
- Campanula bononiensis L. – dzwonek boloński
- Campanula bordesiana Maire
- Campanula bornmuelleri Nábelek
- Campanula bravensis (Bolle) A.Chev.
- Campanula broussonetiana Schult.
- Campanula buseri Damboldt
- Campanula cabezudoi Cano-Maq. & Talavera
- Campanula calaminthifolia Lam.
- Campanula calcarata Sommier & Levier
- Campanula calcicola W.W.Sm.
- Campanula californica (Kellogg) A.Heller
- Campanula calycialata V.Randjel. & Zlatkovic
- Campanula camptoclada Boiss.
- Campanula cana Wall.
- Campanula candida A.DC.
- Campanula cantabrica Feer
- Campanula carnica Schiede ex Mert. & W.D.J.Koch
- Campanula carpatha Halácsy
- Campanula carpatica Jacq. – dzwonek karpacki
- Campanula cashmeriana Royle
- Campanula caucasica M.Bieb.
- Campanula celsii A.DC.
- Campanula cenisia L. – dzwonek sabaudzki
- Campanula cervicaria L. – dzwonek szczeciniasty
- Campanula cespitosa Scop. – dzwonek darniowy
- Campanula chinensis D.Y.Hong
- Campanula choruhensis Kit Tan & Sorger
- Campanula chrysosplenifoli a Franch.
- Campanula ciliata Steven
- Campanula cochleariifolia Lam. – dzwonek drobny
- Campanula collina Sims – dzwonek pagórkowy
- Campanula columnaris Contandr., Quézel & Zaffran
- Campanula comosiformis (Hayek & Janch.) Frajman & Schneew.
- Campanula conferta A.DC.
- Campanula constantini Beauverd & Topali
- Campanula coriacea P.H.Davis
- Campanula crassipes Heuff.
- Campanula crenulata Franch.
- Campanula cretica (A.DC.) D.Dietr.
- Campanula creutzburgii Greuter
- Campanula crispa Lam.
- Campanula cymaea Phitos
- Campanula cymbalaria Sm.
- Campanula daghestanica Fomin
- Campanula damascena Labill.
- Campanula damboldtiana P.H.Davis & Sorger
- Campanula dasyantha M.Bieb. – dzwonek owłosiony
- Campanula davisii Turrill
- Campanula decumbens A.DC.
- Campanula delavayi Franch.
- Campanula delicatula Boiss.
- Campanula demirsoyi Kandemir
- Campanula dichotoma L.
- Campanula dieckii Lange
- Campanula dimorphantha Schweinf.
- Campanula divaricata Michx.
- Campanula dolomitica E.A.Busch
- Campanula drabifolia Sm.
- Campanula dulcis Decne.
- Campanula dzaaku Albov
- Campanula dzyschrica Kolak.
- Campanula edulis Forssk.
- Campanula ekimiana Güner
- Campanula elatines L.
- Campanula elatinoides Moretti
- Campanula embergeri Litard. & Maire
- Campanula engurensis Kharadze
- Campanula erinus L. – dzwonek wczesny
- Campanula escalerae Rech.f. & Schiman-Czeika
- Campanula euboica Phitos
- Campanula euclasta Boiss.
- Campanula eugeniae Fed.
- Campanula excisa Schleich. ex Murith
- Campanula exigua Rattan
- Campanula expansa Rudolph
- Campanula fastigiata Dufour ex Schult.
- Campanula fenestrellata Feer – dzwonek okienkowy
- Campanula ficarioides Timb.-Lagr.
- Campanula filicaulis Durieu – dzwonek cienkołodygowy
- Campanula flaccidula Vatke
- Campanula floridana S.Watson ex A.Gray
- Campanula foliosa Ten.
- Campanula fonderwisii Albov
- Campanula formanekiana Degen & Dörfl. – dzwonek Formanka
- Campanula forsythii (Arcang.) Podlech
- Campanula fragilis Cirillo
- Campanula fritschii Witasek
- Campanula fruticulosa (O.Schwarz & P.H.Davis) Damboldt
- Campanula gansuensis L.C.Wang & D.Y.Hong
- Campanula garganica Ten. – dzwonek gargański
- Campanula gentilis Kovanda
- Campanula gieseckeana Vest
- Campanula giesekiana Vest ex Schult.
- Campanula gilliatii Milne-Redh. & Turrill
- Campanula glomerata L. – dzwonek skupiony
- Campanula glomeratoides D.Y.Hong
- Campanula goulimyi Turrill
- Campanula gracillima Podlech
- Campanula grandis Fisch. & C.A.Mey.
- Campanula griffinii Morin
- Campanula grossekii Heuff. – dzwonek Grosseka
- Campanula guinochetii Quézel
- Campanula hagielia Boiss.
- Campanula haradjanii Rech.f.
- Campanula hawkinsiana Hausskn. & Heldr.
- Campanula hedgei P.H.Davis
- Campanula hercegovina Degen & Fiala
- Campanula hermannii Rech.f.
- Campanula herminii Hoffmanns. & Link
- Campanula heterophylla L.
- Campanula hieracioides Kolak.
- Campanula hierapetrae Rech.f.
- Campanula hierosolymitana Boiss.
- Campanula hispanica Willk.
- Campanula hissarica Kamelin ex Rassulova
- Campanula hofmannii (Pantan.) Greuter & Burdet
- Campanula humillima A.DC.
- Campanula hypopolia Trautv.
- Campanula hystricula Pau
- Campanula iconia Phitos
- Campanula immodesta Lammers
- Campanula incanescens Boiss.
- Campanula incurva Aucher ex A.DC. – dzwonek wyprostowany
- Campanula intercedens Witasek
- Campanula involucrata Aucher ex A.DC.
- Campanula isaurica Contandr., Quézel & Pamukç. – dzwonek istryjski
- Campanula isophylla Moretti – dzwonek równolistny
- Campanula jacobaea C.Sm. ex Webb
- Campanula jacquinii (Sieber) A.DC.
- Campanula jadvigae Kolak.
- Campanula jaubertiana Timb.-Lagr.
- Campanula jordanovii Ancev & Kovanda
- Campanula jurjurensis (Chabert) Witasek
- Campanula justiniana Witasek
- Campanula kachethica Kantsch.
- Campanula kantschavelii Zagar.
- Campanula karabaghensis Mikheev
- Campanula karadjana Bocquet
- Campanula kastellorizana Carlström
- Campanula keniensis Thulin
- Campanula kermanica (Rech.f., Aellen & Esfand.) Rech.f.
- Campanula khorasanica (Rech.f. & Aellen) Rech.f.
- Campanula kiharae Kitam.
- Campanula kirikkoleensis A.A.Donamez & Güner
- Campanula kolakovskyi Kharadze
- Campanula kolenatiana C.A.Mey. ex Rupr.
- Campanula komarovii Maleev
- Campanula korabensis F.K.Mey.
- Campanula kotschyana A.DC.
- Campanula koyuncui H.Duman
- Campanula kremeri Boiss. & Reut.
- Campanula laciniata L.
- Campanula lactiflora M.Bieb. – dzwonek kremowy
- Campanula lamondiae Rech.f.
- Campanula lanata Friv. – dzwonek tracki
- Campanula lasiocarpa Cham.
- Campanula latifolia L. – dzwonek szerokolistny
- Campanula latifolioides F.K.Mey.
- Campanula lavrensis (Tocl & Rohl.) Phitos
- Campanula lazica (Boiss. & Balansa) Kharadze
- Campanula ledebouriana Trautv.
- Campanula lehmanniana Bunge
- Campanula leucantha Gilli
- Campanula leucoclada Boiss.
- Campanula leucosiphon Boiss. & Heldr.
- Campanula lezgina (Alex.) Kolak. & Serdyuk.
- Campanula lingulata Waldst. & Kit.
- Campanula longipetiolata F.K.Mey.
- Campanula longisepala Podlech
- Campanula longistyla Fomin – dzwonek wysokosłupkowy
- Campanula lourica Boiss.
- Campanula luristanica Freyn
- Campanula lusitanica L.
- Campanula lycica Kit Tan & Sorger
- Campanula lyrata Lam.
- Campanula macrorhiza J.Gay ex A.DC.
- Campanula macrostachya Waldst. & Kit. ex Willd.
- Campanula macrostyla Boiss. & Heldr.
- Campanula mairei Pau ex Maire
- Campanula marcenoi Brullo
- Campanula marchesettii Witasek
- Campanula mardinensis Bornm. & Sint.
- Campanula massalskyi Fomin
- Campanula matritensis A.DC.
- Campanula medium L. – dzwonek ogrodowy
- Campanula mekongensis Diels ex C.Y.Wu
- Campanula merxmuelleri Phitos
- Campanula micrantha Bertol.
- Campanula microdonta Koidz.
- Campanula mirabilis Albov
- Campanula moesiaca Velen.
- Campanula mollis L.
- Campanula monodiana Maire
- Campanula moravica (Spitzn.) Kovanda
- Campanula morettiana Rchb.
- Campanula munzurensis P.H.Davis
- Campanula myrtifolia Boiss. & Heldr.
- Campanula nakaoi Kitam.
- Campanula nisyria Papatsou & Phitos
- Campanula numidica Durieu
- Campanula nuristanica Rech.f. & Schiman-Czeika
- Campanula occidentalis Y.Nyman
- Campanula odontosepala Boiss.
- Campanula oligosperma Damboldt
- Campanula olympica Boiss.
- Campanula omeiensis (Z.Y.Zhu) D.Y.Hong & Z.Yu Li
- Campanula oreadum Boiss. & Heldr.
- Campanula orphanidea Boiss.
- Campanula ossetica M.Bieb.
- Campanula ovacikensis Yıld.
- Campanula pallida Wall.
- Campanula pamphylica (Contandr., Quézel & Pamukç.) Akçiçek & Vural
- Campanula pangea Hartvig
- Campanula papillosa Halácsy ex Maire & Petitm.
- Campanula paradoxa Kolak.
- Campanula parryi A.Gray
- Campanula patula L. – dzwonek rozpierzchły
- Campanula pelia (Halácsy) Hausskn. & Sint. ex Phitos
- Campanula pelviformis Lam.
- Campanula pendula M.Bieb.
- Campanula peregrina L.
- Campanula perpusilla A.DC.
- Campanula persepolitana Kotschy ex Boiss.
- Campanula persicifolia L. – dzwonek brzoskwiniolistny
- Campanula peshmenii Güner
- Campanula petiolata A.DC.
- Campanula petraea L.
- Campanula petrophila Rupr.
- Campanula phrygia Jaub. & Spach
- Campanula phyctidocalyx Boiss. & Noë
- Campanula pichleri Vis.
- Campanula pinatzii Greuter & Phitos
- Campanula pindicola Aldén
- Campanula pinnatifida Hub.-Mor.
- Campanula piperi Howell
- Campanula podocarpa Boiss.
- Campanula pollinensis Podlech
- Campanula polyclada Rech.f. & Schiman-Czeika
- Campanula pontica Albov
- Campanula portenschlagiana  Schult. – dzwonek dalmatyński
- Campanula poscharskyana Degen – dzwonek Poszarskiego
- Campanula postii (Boiss.) Harms
- Campanula praesignis Beck
- Campanula precatoria Timb.-Lagr.
- Campanula prenanthoides Durand
- Campanula primulifolia Brot. – dzwonek pierwiosnkolistny
- Campanula propinqua Fisch. & C.A.Mey.
- Campanula pseudostenocodon  Lacaita
- Campanula psilostachya Boiss. & Kotschy
- Campanula ptarmicifolia Lam.
- Campanula pterocaula Hausskn.
- Campanula pubicalyx (P.H.Davis) Damboldt
- Campanula pulla L. – dzwonek ciemny
- Campanula pulvinaris Hausskn. & Bornm.
- Campanula punctata Lam. – dzwonek kropkowany
- Campanula pyramidalis L. – dzwonek piramidalny
- Campanula pyrenaica A.DC.
- Campanula quercetorum Hub.-Mor. & C.Simon
- Campanula raddeana Trautv. – dzwonek Raddego
- Campanula radicosa Bory & Chaub.
- Campanula radula Fisch. ex Fenzl.
- Campanula raineri Perp. – dzwonek Rainera
- Campanula ramosissima Sm.
- Campanula rapunculoides L. – dzwonek jednostronny
- Campanula rapunculus L. – dzwonek rapunkuł
- Campanula rashtiana Parsa
- Campanula raveyi Boiss.
- Campanula reatina Lucchese
- Campanula rechingeri Phitos
- Campanula reiseri Halácsy
- Campanula retrorsa Labill.
- Campanula reuteriana Boiss. & Balansa
- Campanula reverchonii A.Gray
- Campanula rhodensis A.DC.
- Campanula rhomboidalis L. – dzwonek romboidalny
- Campanula rimarum Boiss.
- Campanula robertsonii Gamble
- Campanula robinsiae Small
- Campanula romanica Savul.
- Campanula rosmarinifolia Kerr
- Campanula rotundifolia L. – dzwonek okrągłolistny
- Campanula rumeliana (Hampe) Vatke
- Campanula rupestris Sm.
- Campanula rupicola Boiss. & Spruner
- Campanula ruscinonensis Timb.-Lagr.
- Campanula sabatia De Not.
- Campanula samothracica (Degen) Greuter & Burdet
- Campanula sarmatica Ker Gawl. – dzwonek sarmacki
- Campanula sartorii Boiss. & Heldr.
- Campanula sauvagei Quézel
- Campanula saxatilis L.
- Campanula saxifraga M.Bieb. – dzwonek skalnicowy
- Campanula saxifragoides Doum.
- Campanula saxonorum Gand.
- Campanula scabrella Engelm.
- Campanula scheuchzeri Vill. – dzwonek Scheuchzera
- Campanula schimaniana Rech.f.
- Campanula sciathia Phitos
- Campanula sclerophylla (Kolak.) Ogan.
- Campanula sclerotricha Boiss.
- Campanula scoparia (Boiss. & Hausskn.) Damboldt
- Campanula scopelia Phitos
- Campanula scouleri Hook. ex A.DC.
- Campanula scutellata Griseb.
- Campanula semisecta Murb.
- Campanula seraglio Kit Tan & Sorger
- Campanula serhouchenensis Dobignard
- Campanula serrata (Kit. ex Schult.) Hendrych – dzwonek piłkowany, dz. lancetowaty
- Campanula sharsmithiae Morin
- Campanula shetleri Heckard
- Campanula sibirica L. – dzwonek syberyjski
- Campanula sidoniensis Boiss. & Blanche
- Campanula simulans Carlström
- Campanula sivasica Kit Tan & B.Yildiz
- Campanula songutica Amirkh. & Komzha
- Campanula sorgerae Phitos
- Campanula sparsa Friv.
- Campanula spatulata Sm.
- Campanula speciosa Pourr. – dzwonek okazały
- Campanula specularioides Coss.
- Campanula spicata L. – dzwonek kłosowy
- Campanula staintonii Rech.f. & Schiman-Czeika
- Campanula stellaris Boiss.
- Campanula stenocarpa Trautv. & C.A.Mey.
- Campanula stenocodon Boiss. & Reut.
- Campanula stenosiphon Boiss. & Heldr.
- Campanula stevenii M.Bieb. – dzwonek Stevena
- Campanula stricta L.
- Campanula strigillosa Boiss.
- Campanula strigosa Banks & Sol.
- Campanula suanetica Rupr.
- Campanula sulaimanii Nasir
- Campanula sulphurea Boiss.
- Campanula sylvatica Wall.
- Campanula tanfanii Podlech
- Campanula tatrae Borbás – dzwonek wąskolistny
- Campanula telephioides Boiss. & Hausskn.
- Campanula telmessi Hub.-Mor. & Phitos
- Campanula tenuissima Dunn
- Campanula teucrioides Boiss.
- Campanula thyrsoides L. – dzwonek miotełkowaty
- Campanula tokurii Ocak
- Campanula tomentosa Lam.
- Campanula tommasiniana K.Koch – dzwonek Tommasiniego
- Campanula topaliana Beauverd
- Campanula trachelium L. – dzwonek pokrzywolistny
- Campanula trachyphylla Schott & Kotschy ex Boiss.
- Campanula transsilvanica Schur ex André
- Campanula transtagana R.Fern.
- Campanula trichocalycina Ten.
- Campanula trichopoda Boiss.
- Campanula tridentata Schreb. – dzwonek trójząbkowy
- Campanula tristis Kitam.
- Campanula troegerae Damboldt
- Campanula trojanensis Kovanda & Ancev
- Campanula tschuktschorum Jurtzev & Fed.
- Campanula tubulosa Lam.
- Campanula tymphaea Hausskn.
- Campanula uniflora L.
- Campanula uyemurae (Kudô) Miyabe & Tatew.
- Campanula vaillantii Quézel
- Campanula vardariana Bocquet
- Campanula velata Pomel
- Campanula velebitica Borbás
- Campanula veneris Carlström
- Campanula versicolor Andrews
- Campanula waldsteiniana Schult.
- Campanula wanneri Rochel
- Campanula wattiana B.K.Nayar & Babu
- Campanula wilkinsiana Greene
- Campanula willkommii Witasek
- Campanula witasekiana Vierh.
- Campanula xylocarpa Kovanda
- Campanula yaltirikii H.Duman
- Campanula yildirimlii Kit Tan & Sorger
- Campanula yunnanensis D.Y.Hong
- Campanula zangezura (Lipsky) Kolak. & Serdyuk.
- Campanula × chevalieri Sennen
- Campanula × cottia Beyer
- Campanula × digenea F.Wettst.
- Campanula × gisleri Brügger
- Campanula × glomeratiformi s Murr ex Dalla-Torre & Sarnth.
- Campanula × iserana Kovanda
- Campanula × murrii Dalla Torre & Sarnth.
- Campanula × segusina Beyer
- Campanula × spryginii Saksonov & Tzvelev
- Campanula × truedingeri Murr